# Кульбаш (болото)
Кульбаш (Кульбаши) — осоково-гипновое болото в Учалинском районе Башкортостана.

## География
Болото расположено к северу от крупного озера Узункуль. Вместе с северной частью этого озера болото включено в список ценных природных территорий Учалинского района, как территория, перспективная для создания заказника с целью охраны биоразнообразия и водно-болотных природных комплексов.
Площадь болота (с северной частью озера) составляет около 300 гектаров.

### Флора
Флора болота представлена типичными биоценозами болотной, водной и прибрежно-водной растительности. Их экологическая значимость оценивается как высокая. Кульбаш является одним из местонахождений редкого на Урале представителя орхидных, Dactylorhiza ochroleuca (пальчатокоренник жёлто-белый).

### Фауна
На болоте гнездятся разнообразные птицы (луток), кряква, гусь-пискулька, чернозобая гагара и другие), в том числе редкие виды.